# Indywidualne mistrzostwa świata weteranów w speedrowerze
Indywidualne mistrzostwa świata weteranów w speedrowerze (ang. World Over 40s Individual Cycle Speedway Championship) – turniej wyłaniający najlepszego zawodnika powyżej 40. roku życia w speedrowerze. Prowadzony jest przez Międzynarodową Federację Speedrowerową. Pierwsze mistrzostwa odbyły się w 2005 roku w Australii.

## Medaliści
| Rok  | Miejsce     | Złoto             | Srebro          | Brąz            | Źr.   |
| ---- | ----------- | ----------------- | --------------- | --------------- | ----- |
| 2005 | Findon      | Dave Murphy       | Ian Taylor      | Fred Rothwell   | [ 1 ] |
| 2007 | Częstochowa | Norman Venson     | Dave Frith      | Dave Murphy     | [ 1 ] |
| 2009 | Findon      | Steve Harris      | Norman Venson   | Paul White      | [ 1 ] |
| 2011 | Edenton     | Steve Harris      | Brad Hoppo      | Paul White      | [ 1 ] |
| 2013 | Salisbury   | Steve Harris      | Mark Whitehead  | Norman Venson   | [ 1 ] |
| 2015 | Leicester   | Craig Marchant    | Gavin Parr      | Kevin Burns     | [ 1 ] |
| 2017 | Findon      | Norman Venson     | Brad Hoppo      | Craig Marchant  | [ 1 ] |
| 2019 | Leszno      | Dominik Rycharski | Michał Kastrau  | Marcin Puk      | [ 1 ] |
| 2023 | Salisbury   | Gavin Wheeler     | Paweł Kozłowski | Łukasz Rajewski | [ 1 ] |

## Klasyfikacja medalowa

### Według zawodników
Stan po sezonie 2023
| Lp. | Zawodnik          | Państwo/Kraj | Lata      | Złoto | Srebro | Brąz | Razem |
| --- | ----------------- | ------------ | --------- | ----- | ------ | ---- | ----- |
| 1.  | Steve Harris      | Anglia       | 2009–2013 | 3     | –      | –    | 3     |
| 2.  | Norman Venson     | Anglia       | 2007–2017 | 2     | 1      | 1    | 4     |
| 3.  | Dave Murphy       | Walia        | 2005–2007 | 1     | –      | 1    | 2     |
| 3.  | Craig Marchant    | Anglia       | 2015–2017 | 1     | –      | 1    | 2     |
| 5.  | Dominik Rycharski | Polska       | 2019      | 1     | –      | –    | 1     |
| 5.  | Gavin Wheeler     | Anglia       | 2023      | 1     | –      | –    | 1     |
| 7.  | Brad Hoppo        | Australia    | 2011–2017 | –     | 2      | –    | 2     |
| 8.  | Ian Taylor        | Australia    | 2005      | –     | 1      | –    | 1     |
| 8.  | Dave Frith        | Szkocja      | 2007      | –     | 1      | –    | 1     |
| 8.  | Mark Whitehead    | Anglia       | 2013      | –     | 1      | –    | 1     |
| 8.  | Gavin Parr        | Anglia       | 2015      | –     | 1      | –    | 1     |
| 8.  | Michał Kastrau    | Polska       | 2019      | –     | 1      | –    | 1     |
| 8.  | Paweł Kozłowski   | Polska       | 2023      | –     | 1      | –    | 1     |
| 14. | Paul White        | Australia    | 2009–2011 | –     | –      | 2    | 2     |
| 15. | Fred Rothwell     | Anglia       | 2005      | –     | –      | 1    | 1     |
| 15. | Kevin Burns       | Szkocja      | 2015      | –     | –      | 1    | 1     |
| 15. | Marcin Puk        | Polska       | 2019      | –     | –      | 1    | 1     |
| 15. | Łukasz Rajewski   | Polska       | 2023      | –     | –      | 1    | 1     |

### Według państw/krajów
Stan po sezonie 2023
| Lp. | Państwo/Kraj | Złoto | Srebro | Brąz | Razem |
| --- | ------------ | ----- | ------ | ---- | ----- |
| 1.  | Anglia       | 7     | 3      | 3    | 13    |
| 2.  | Polska       | 1     | 2      | 2    | 5     |
| 3.  | Walia        | 1     | –      | 1    | 2     |
| 4.  | Australia    | –     | 3      | 2    | 5     |
| 5.  | Szkocja      | –     | 1      | 1    | 2     |